# Giuseppe Conte
Giuseppe Conte (sinh ngày 8 tháng 8 năm 1964) là một luật gia, giáo sư và chính trị gia người Ý. Ngày 23 tháng 5 năm 2018, ông được tổng thống Ý Sergio Mattarella đề cử làm thủ tướng Ý để thành lập một chính phủ của đảng Phong trào 5 sao và Lega Nord. Ông phục vụ với tư cách là thủ tướng thứ 58 và đương nhiệm của Ý kể từ ngày 1 tháng 6 năm 2018, và thông báo ý định từ chức ngày 20 tháng 8 năm 2019.
Theo nhiều nhà báo và nhà bình luận chính trị, nội các của Conte là chính phủ dân túy đầu tiên ở Tây Âu. Hơn nữa, ông là người đầu tiên đảm nhận chức thủ tướng mà chưa từng hoạt động trong chính phủ hoặc dịch vụ hành chính công trước đó kể từ thời Silvio Berlusconi vào năm 1994, và là Thủ tướng đầu tiên từ miền Nam Ý kể từ thời nhà chính trị Dân chủ Kitô giáo Ciriaco De Mita vào năm 1989.

## Quan điểm chính trị
Trong một cuộc phỏng vấn vào năm 2018, Conte tuyên bố mình là cử tri của cánh Tả, trước khi tiếp cận Phong trào Năm Sao trong đầu những năm 2010. Ông ta cũng thêm rằng, ngày nay "các hệ thống ý thức hệ của thế kỷ 20 không còn đủ để đại diện cho hệ thống chính trị hiện tại" và nó phải "quan trọng hơn và chính xác hơn để đánh giá công việc của một lực lượng chính trị về vị trí của nó đối với các quyền con người và tự do cơ bản". Conte phản đối mạnh mẽ dự án cải cách giáo dục được chính phủ Matteo Renzi thúc đẩy vào năm 2015, được gọi là "Trường Tốt", mà phải được sửa đổi hoàn toàn.
Ông phản đối "sự nở phì của luật pháp Ý", ủng hộ việc bãi bỏ "những luật vô dụng" và hỗ trợ đơn giản hóa bộ máy quan liêu.
Conte là một người tuân theo đạo lý Công giáo La mã và là một người sùng tín Cha Pio của Pietrelcina.